# Księżomierz
Księżomierz (prononciation : [kɕɛ̃ˈʐɔmjɛʂ]) est un village polonais de la gmina de Gościeradów dans le powiat de Kraśnik de la voïvodie de Lublin dans l'est de la Pologne.
Il se situe à environ 17 kilomètres à l'ouest de Kraśnik (siège du powiat) et 57 kilomètres au sud-ouest de Lublin (capitale de la voïvodie).

## Histoire
Le 15 mars 1942, les Allemands ont pacifié le village. Ils ont tué une douzaine de personnes et les bâtiments ont été incendiés
De 1975 à 1998, le village est attaché administrativement à la voïvodie de Tarnobrzeg.

Depuis 1999, il fait partie de la voïvodie de Lublin.